# Ensemble del Doppio Bordone
L'Ensemble del Doppio Bordone è un quintetto acustico composto da strumenti tradizionali della cultura pastorale e rurale italiana, nato da un'idea di Maurizio Martinotti.
Il gruppo è stato fondato nel 1991 nell'alessandrino, la formazione originale era composta da Beppe Greppi( organetto, percussioni), Loredana Guarneri (violoncello), Devis Longo (canto, armonium, percussioni), Maurizio Martinotti( canto, ghironda, percussioni), Bruno Raiteri (violino), Fabio Rinaudo( cornamusa, flauti). Greppi è uscito dal gruppo nel 1994, senza essere sostituito, e non compare pertanto nel secondo disco " La notte di Natale". La formazione ha subito un cambio di organico sostanziale nel 2001: solo Martinotti e Raiteri rimangono della vecchia line-up, gli altri vengono sostituiti da Roberto Aversa (cornamusa, canto), Marco Pasquino( violoncello) ed Enrico Negro( chitarra e mandola). L'Ensemble si è sciolto definitivamente nel 2004.
Il repertorio dell'Ensemble comprende principalmente esecuzioni folkloristiche religiose, in particolare di musiche e canti del periodo natalizio la cui provenienza spazia in tutto il Nord Italia dal basso Piemonte al Canavese alla Carnia.
Gli strumenti utilizzati nelle esecuzioni sono cornamusa, ghironda, armonium, salterio, organetto, tamburello, metallofono, celesta, violino, e violoncello con i quali accompagnano melodie della tradizione.
Le esecuzioni sono state poi raccolte in due CD  Gesù bambin l'è nato (del 1993 New Tone Records ) e La notte di Natale (del 1996, FolkClub EthnoSuoni), quest'ultimo è stato poi ripubblicato anche nel 2001.
Il gruppo ha fatto tournée in Italia, Spagna, Svizzera, Austria, Olanda, Belgio, Inghilterra, e registrato per le radio nazionali di Inghilterra, Olanda ed Italia (Concerto di Natale del Quirinale, dicembre 2002).